# Remo Fanger
Remo Fanger (* 15. Juni 1974) ist ein Schweizer Politiker (SVP) und seit 1. Juni 2017 Kantonsrat des Kantons Obwalden. Seit 2024 ist er Präsident der SVP-Fraktion.

## Werdegang
Fanger besuchte die Primarschule und Oberstufe in Sarnen und erlernte den Beruf als Milchtechnologe. Er ist heute als Einsatzgruppenchef bei der Luzerner Polizei als Fachspezialist tätig. In seiner Funktion als Kantonsrat ist er auch Mitglied der Interparlamentarischen Geschäftsprüfungskommission der Interkantonalen Polizeischule Hitzkirch (IPH).
Als Politiker ist er in verschiedenen Kommissionen des Gesundheitswesens vertreten.
Fanger lebt mit seiner Lebenspartnerin zusammen und ist Vater einer Tochter.